# Zerde

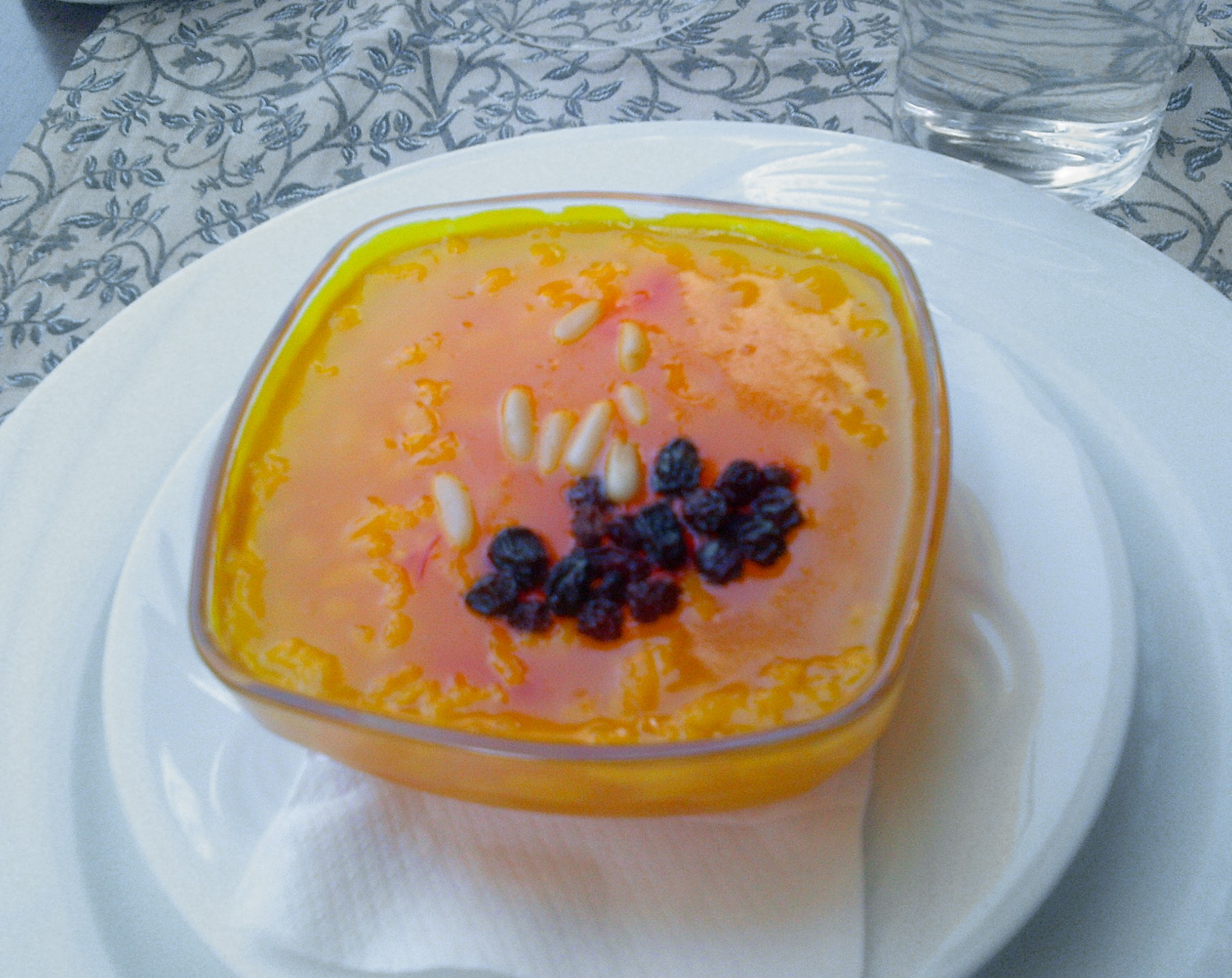
Zerde

Zerde es un postre turco tradicional turco hecho a base de arroz y azafrán.
Para decorar, se usan piñones y pasas de Corinto.

## En la cultura

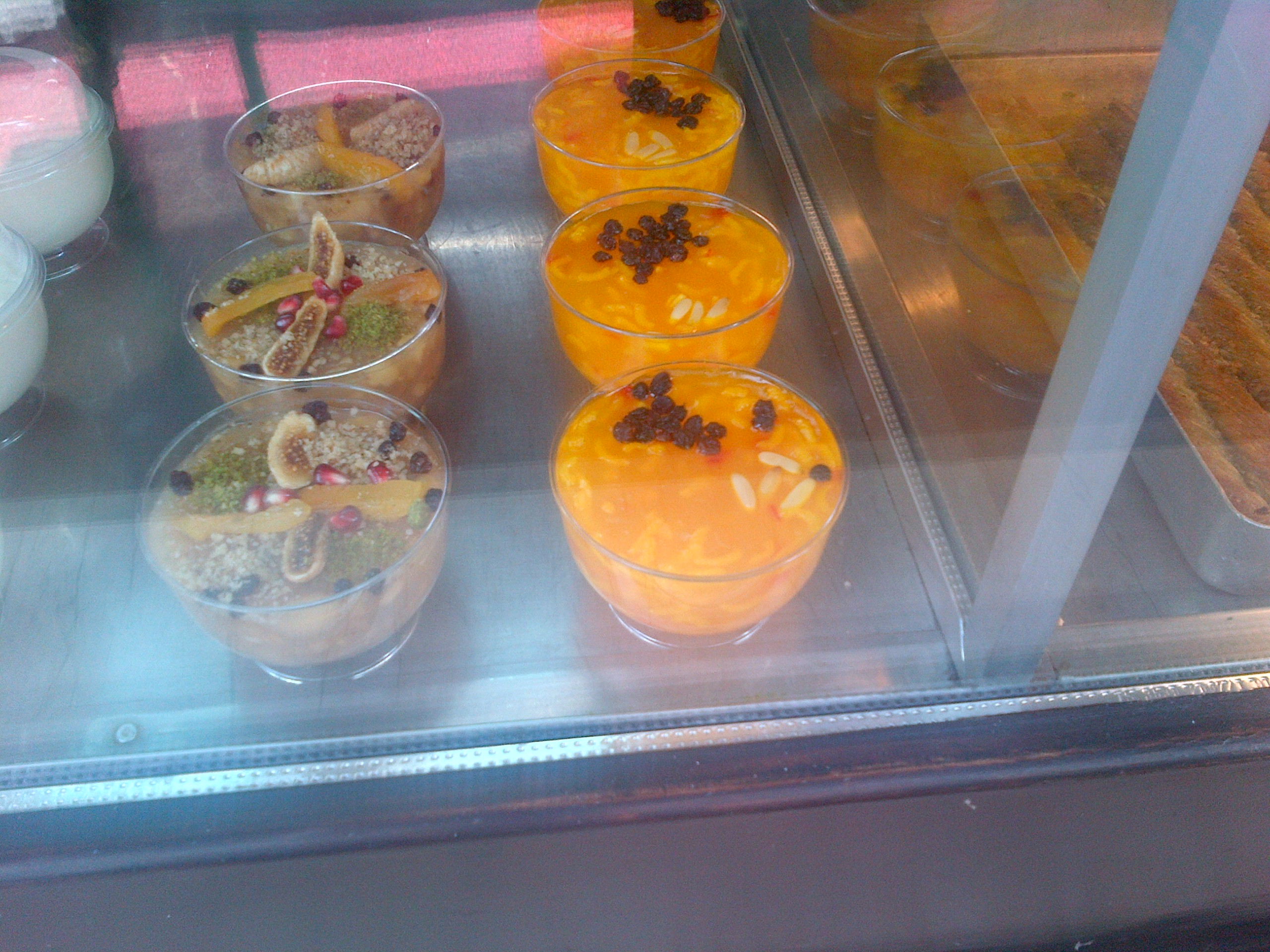
"Aşure", a la izquierda y zerde, dos tradicionales postres de la cocina turca.

En la cultura turca, zerde se come, tradicionalmente, en las bodas.